# Fritz Pauer

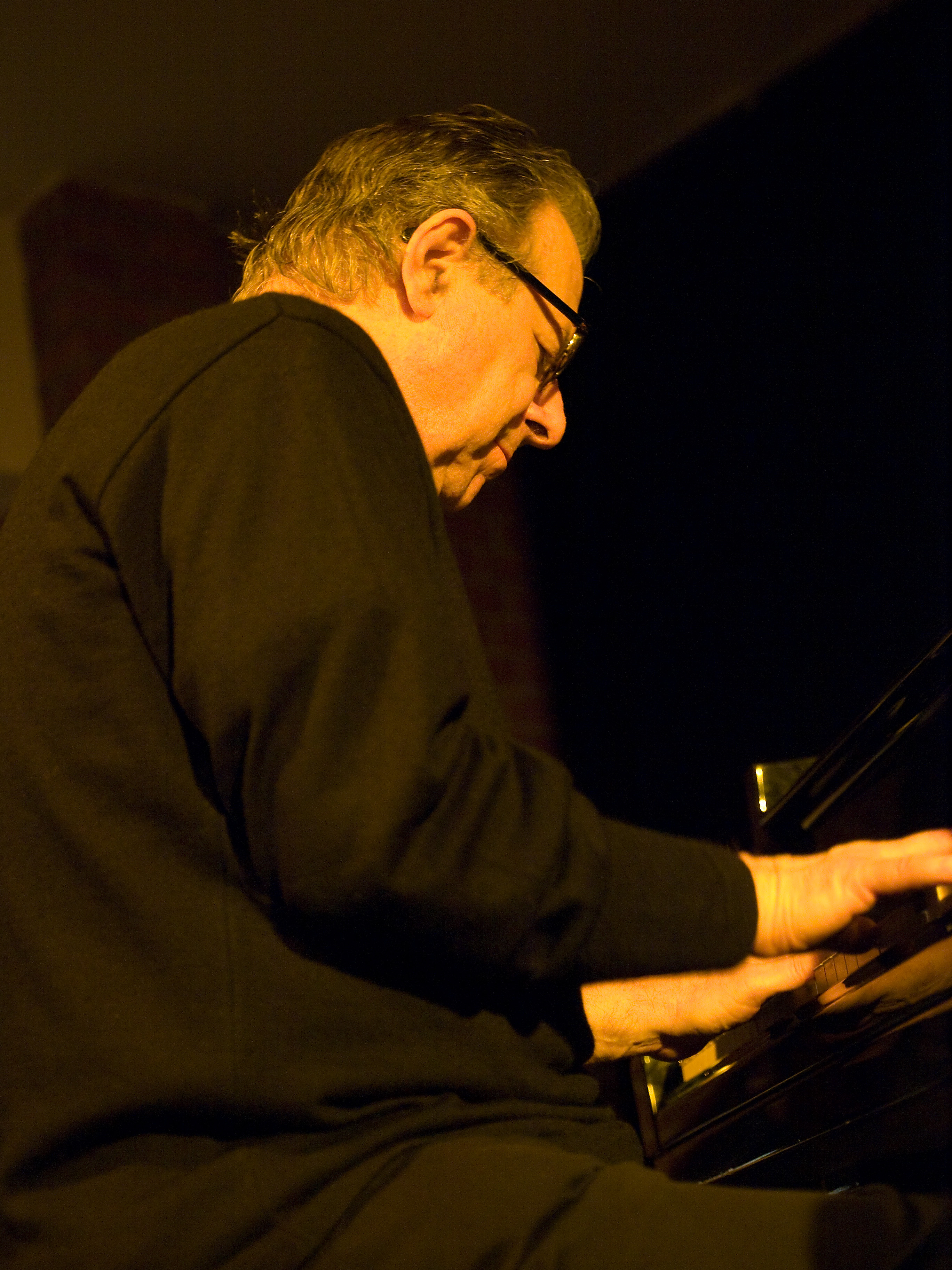
Fritz Pauer im Jazzclub Unterfahrt (München 2009)

Fritz Pauer (* 14. Oktober 1943 in Wien; † 1. Juli 2012) war ein österreichischer Jazzpianist, Bandleader und Komponist.

## Leben
Pauer erhielt als Kind eine klassische Klavierausbildung. Er arbeitete ab 1960 bei Fatty George und nahm 1962 mit Hans Koller eine erste Platte auf. 1964 zog er nach Berlin, wo er mit dem Trio von Joe Nay in der Jazzgallery von Herb Geller als Begleitmusiker von Art Farmer, Leo Wright, Carmell Jones, Don Byas, Dexter Gordon und anderen wirkte. 1968 ging er als Lehrer an der neueingerichteten Jazzabteilung der Stadt Wien in seine Geburtsstadt zurück. Dort spielte er im Sextett von Erich Kleinschuster, mit dem er auch beim Montreux Jazz Festival 1970 und 1971 auftrat, und gründete ein eigenes Trio mit Jimmy Woode und Erich Bachträgl.
Pauer war seit 1971 Mitglied der ORF-Big Band. Nach der Auflösung dieses Klangkörpers 1982 war er für zwei Jahre als Leiter der Swiss Jazz School in Bern tätig. Seitdem lebte er in Zurndorf im Burgenland, zog sich aber ab 1984 über einen Zeitraum von 18 Jahren auch wiederholt in ein im peruanischen Urwald gelegenes Dorf von Indios zurück, wo er sich mit Schamanismus befasste. Nach einer Zeit als freischaffender Künstler wurde er 1989 an die Abteilung für Jazz der Universität für Musik und darstellende Kunst Graz berufen, wo er Interpretation und Begleiten lehrte und als Korrepetitor am Aufbau des Studienganges für Jazzgesang beteiligt war. 
Pauer spielte unter anderem mit George Gruntz und dessen Piano Conclave, mit Ray Brown, Jay Clayton (3 for the Road, mit Ed Neumeister), der Big Band von Kurt Edelhagen (für den er Anfang der 1970er Jahre auch arrangierte), Johnny Griffin, Sheila Jordan, Red Mitchell, Mark Murphy und Joe Zawinul. Im Wiener Jazzland begleitete er in den letzten Jahrzehnten internationale Größen wie Eddie Lockjaw Davis, Harry Edison, Frank Rosolino, Albert Mangelsdorff, Benny Carter, Harry Allen, Warren Vaché, Attila Zoller, Chico Freeman, James Moody oder Zipflo Weinrich. Er trat bis zu seinem Tod mit seinem Trio (Johannes Strasser b und Joris Dudli dm, bzw. Steve Woods b und Howard Curtis dm), der Sängerin Cornelia Giese, dem Apollon Streichquartett, der Gruppe Polyphone-X und der Textdichterin und Sängerin Laurie Antonioli auf. Er spielte seit 2004 auch Solokonzerte. Pauer ist auf zahlreichen Platten und CDs, auch unter eigenem Namen, dokumentiert. Friedrich Gulda nahm 1971 die LP Fata Morgana mit Pauer-Kompositionen auf.

## Preise und Auszeichnungen
1966 gewann Pauer in Wien bei der von Gulda initiierten International Competition for Modern Jazz den mit 400 Pfund und einem Instrument der Wahl des Künstlers dotierten 1. Preis in der Sparte Klavier, wo Zawinul als einer der Juroren fungierte. Das Goldene Verdienstzeichen der Republik Österreich erhielt er 2003; in den Jahren 2004 und 2005 wurde er auch für den Hans-Koller-Preis nominiert. 2008 erhielt er den Staatspreis für improvisierte Musik. 2009 wurde ihm als Anerkennung seines musikalischen Schaffens der Würdigungspreis für Musik 2008 und der Berufstitel Professor verliehen.
Am 4. April 2013 fand im Musikverein in Wien eine Gedenkkonzert für Fritz Pauer statt, in dem ausschließlich seine Kompositionen von Sheila Cooper und Heidi Krenn voc, Daniel Nösig tp, Andy Middleton sax, Markus Gaudriot, Benjamin Schatz und Oliver Kent p, Karl Ratzer g, Hans Strasser b und Joris Dudli dm interpretiert wurden.

### Nachrufe
- Ljubiša Tošić: Jazzpianist Fritz Pauer gestorben, Standard, 2. Juli 2012
- Trauer um Fritz Pauer, Universität für Musik und darstellende Kunst Graz, 2. Juli 2012